# Françoise Renaud
 (décembre 2021).
Si vous disposez d'ouvrages ou d'articles de référence ou si vous connaissez des sites web de qualité traitant du thème abordé ici, merci de compléter l'article en donnant les références utiles à sa vérifiabilité et en les liant à la section « Notes et références ».
Françoise Renaud est une écrivaine française née en 1956 à Pornic.

## Biographie
Françoise Renaud passe son enfance en Pays de Retz. En 1970, elle quitte Sainte-Marie-sur-Mer pour préparer le baccalauréat en internat, puis emprunte la filière universitaire des Sciences de la Terre, d'abord à Nantes, puis à Montpellier où elle étudie la tectonophysique jusqu'en 1979.
À partir de 1981, elle enseigne. En 1997, paraît L'Enfant de ma mère (HB éditions) qui va marquer le début de son parcours littéraire. En 2003, paraît Sentiers Nomades, un roman soutenu par une bourse d'écriture accordée en 2002 par le Centre national du livre. En 2004, à l'occasion d'une lecture publique de son récit Assis sur la Falaise –  un hommage à un champion d'arts martiaux dramatiquement disparu –  commence sa collaboration avec Frédéric Tari, violoniste et compositeur, maître en improvisation. Ils fondent leur duo Voyages Immobiles. En 2006, paraît Le Regard du père, son roman le plus ouvertement autobiographique.
Elle participe en mars 2007 au lancement du webzine de l'association Autour des Auteurs en Languedoc-Roussillon et en devient la rédactrice en chef jusqu'en septembre 2014.

## Œuvres

### Romans récits
- L’Enfant de ma mère, roman, HB, 1997 - CLC éditions, 2004  (ISBN 2-84659-029-X)
- Femmes dans l’herbe, roman, Aedis éditions, 1999  (ISBN 2-84259-092-9)
- Aujourd’hui la mer est blanche, roman, AEDIS éditions, 2000  (ISBN 2-84259-109-7)
- L’Homme d’en face, roman, Aedis éditions, 2001  (ISBN 2-84259-134-8)
- Assis sur la falaise, récit, CLC éditions, 2003 (gravures Alain BAR)  (ISBN 2-84659-015-X)
- Sentiers nomades, roman, Aedis éditions, 2003  (ISBN 2-84259-224-7)
- Mémoire entre murs, récits, édition privée CE Hôpital Saint-Jean-de-Dieu, 2003
- Créatures du fleuve, roman, Aedis éditions, 2004  (ISBN 2-84259-257-3)
- Le regard du père, roman, Aedis éditions, 2006  (ISBN 2-84259-321-9)
- La Peau de dingo, roman, CLC éditions, 2006 (peintures Denis Caporossi)  (ISBN 2-84659-052-4)
- Le Voyageur au-dessus de la mer de nuages, roman, éditions GabriAndre, 2008  (prix du manuscrit Vallée Livres Cévennes 2008)-  (ISBN 978-2-916923-07-9)
- L’autre versant du monde, roman, CLC éditions, 2009  (ISBN 978-2-84659-066-2)
- Au-delà du blanc – Richarme (1904-1991), récit biographique, CLC éditions, 2010  (ISBN 978-2-84659-070-9)
- Lol et la Fascination, roman, collection Regard'Ado, Le Lutin malin, 2011  (ISBN 978-2-915546-73-6)
- Petite musique des vivants, roman, CLC éditions, 2012  (ISBN 978-2-84659-079-2)
- Inondation, récit, collection Petites Proses, 2015
- Ce qu'elle veut dire, roman, collection 'D'un espace, l'autre', éditions Chèvre-feuille étoilée, 2015
- Oh pas bien large, prose, éditions typographiques Encre et Lumière, 2017
- Retrouver le goût des fleurs, roman, CLC éditions, octobre 2017
- Pulsion vivre, récits, collection Petites Proses, mars 2020
- Bois d'azobé, récit, collection Petites Proses, décembre 2021
- Ce lieu où tu aurais prévu de te rendre n'a pas de non, récit, collection Petites Proses, 2023

### Poésie
- A côté d'elles, proses poétiques, calligraphies de Marcel Zaragoza et espaces graphiques de Frédéric Plumerand, éditions Les 3 spirales, 2012
- Immensité, là, méditation, éditions typographiques Encre & Lumière, décembre 2018

### Nouvelles
- L'Homme en pantalons, revue REG'ART no 21, octobre 1998
- Canicule, encore, revue AUTRE SUD no 17, juin 2002
- De Carcassonne à Lahore, in 'Mai 68, échos du Languedoc', collectif Autour des Auteurs, Éd. Cap Béar, 2008  (ISBN 978-2-35066-060-8)
- En lice, revue ÉTOILES D'ENCRE, no 37/38, 'Secrets de femmes', Le Chèvre-feuille étoilée, mars 2009
- Une île, projet « Chez mon libraire, ce n’est pas plus cher », Languedoc-Roussillon livre et lecture, octobre 2011
- Le musicien noir, revue ÉTOILES D'ENCRE, n°49/50 « Sous le signe du multiple », éditions Chèvre-feuille étoilée, mars 2012
- Séjour des neiges, revue SOUFFLES, sur le thème « Le chant infini des métamorphoses », avril 2012
- Esprit des lieux, revue ÉTOILES D'ENCRE,, n°53/54 « Nos maisons », éditions Chèvre-feuille étoilée, mars 2013
- 3 textes publiés dans Les Choses et la vie, textes courts, ouvrage collectif dirigé par Bernard Palacios, collection Trésors, éditions du Naduel, 2014
- Dévastation, revue ÉTOILES D'ENCRE,, n°61/62 « Nos révoltes », éditions Chèvre-feuille étoilée, mars 2015
- Jeanne, revue ÉTOILES D'ENCRE, n°63/64, « Sommes-nous folles », éditions Chèvre Feuille Étoilée, octobre 2015
- Le Musicien noir, nouvelles, collection Petites Proses, Create Space 2015
- Le goût de la plage, revue ÉTOILES D'ENCRE, n°67/68, « Transgressions », éditions Chèvre Feuille Étoilée, octobre 2016
- Disparaître, revue graphique et littéraire LA PISCINE, n°1, « L’âme des lieux sans âme », novembre 2016
- Par tous les temps et les états de la mer, RESONANCES - Une image, un texte, Jacques Flament éditions, juin 2017
- Espace soudain fissuré, revue graphique et littéraire LA PISCINE, n°2, "Incidences, coïncidences", novembre 2017
- Histoire clandestine, revue ÉTOILES D'ENCRE, n°71/72, « Révolutions», éditions Chèvre Feuille Étoilée, novembre 2017
- Le Rouge des plantes, revue Caractères, volume XXVI n°2, Québec, Canada, mai 2018
- Croire en la force de ses rêves rebelles, revue ÉTOILES D'ENCRE, n°75/76, "Épier le rêve", éditions Chèvre Feuille Étoilée, novembre 2018
- Cartographie des rides, revue graphique et littéraire LA PISCINE, n°3, "L'éternel & l'éphémère", novembre 2018
- Vies secrètes, nouvelle, REVUE &, recueil critique, culture, architecture, n°00, «proximité indifférence», février 2019
- Vibration dans la ville, revue ÉTOILES D’ENCRE #77/78, « La Cité », mars 2019
- Si proches à vol d’oiseau, nouvelle, revue Instinct nomade #3 « Faut-il canoniser Joseph Delteil ? », avril 2019
- Giuseppe, nouvelle, revue ÉTOILES D’ENCRE #79/80 « Le Bonheur », octobre 2019
- Fin de séjour à Opatija, nouvelle, Occitanie Livre & Lecture[2], mai 2020 (mis en lecture et montage vidéo ici)
- Nous autres les filles, nouvelle, revue ÉTOILES D’ENCRE #81/82 « 20 ans », octobre 2020
- Carnet Bleu, nouvelle, revue ÉTOILES D’ENCRE #83/84 « L'Imprévisible », octobre 2021
- Bondir hors du trou, nouvelle, revue LA PISCINE #4 « Demain », novembre 2021
- Il ne veut rien, nouvelle, RÉSONANCES / une image un texte, éditions Jacques Flament, avril 2024

### Beaux livres
- Asie, Figures secrètes, CLC éditions, 2007 (photographies Violette Dougados-Morais)
- L'emprise de l'océan - Côte de Jade, proses et photographies de l'auteure, CLC éditions, 2014

### Jeunesse
- La princesse de Sambhaar, album jeunesse, Le Lutin malin, 2009 (illustrations Monique Della Negra)

### Pièces radiophoniques
- Claire, soif d'orage, série de dramatiques, réalisation Ateliers de Création de Radio France, août 2001